# Jules Grün
Pour les articles homonymes, voir Grün.
Jules Alexandre Grün, né le 26 mai 1868 à Paris et mort le 24 janvier 1938 à Neuilly-sur-Seine, est un peintre, illustrateur et affichiste français.

## Biographie
Jules Grün est un élève de Jean-Baptiste Lavastre, peintre-décorateur de l'Opéra de Paris, et du peintre paysagiste Antoine Guillemet. Ses thèmes de prédilection sont les natures mortes (bassines et fontaines de cuivre dans le goût de Chardin), les portraits et les scènes de la vie parisienne. En 1881, Rodolphe Salis ouvre le cabaret du Chat noir au 84, boulevard Rochechouart, à proximité immédiate du magasin de brocante de sa mère Mathilde Grün (sis au no 86). Fasciné par les soirées de théâtre d'ombres, Jules Grün devient naturellement l'auteur de piécettes pour La Corneille (108, boulevard Rochechouart) ou Le Décadent's Concert (16 bis, rue Pierre-Fontaine).
À la suite de sa rencontre, en 1890, avec Léon Xanrof, il commence une carrière d'illustrateur qui l'amènera au dessin satirique pour la presse. Il collabore entre autres à Cocorico et L'Assiette au beurre. La même année, il signe également sa première affiche pour le comique troupier Polin. De 1890 à 1931, il en dessinera environ 135. S'il travaille pour l'Imprimerie Chaix, dirigée par son ami Jules Chéret (qui publiait trois affiches de Grün dans Les Maîtres de l'affiche), son style se distingue de ce maître de l'affiche par le recours à l'opposition franche des noirs et des blancs avivés par le rouge en saillie. Citons ses placards publicitaires pour les fêtes (La Vachalcade de 1897 ou Monaco. Avril. Exposition et Concours de Canots Automobiles), les music-halls (Moulin rouge, Au Violon. Café Riche), et les cafés-concerts montmartrois comme Le Carillon ou Le tréteau de Tabarin, puis touristiques avec Les chemins de fer de l'Ouest. Paris Londres.
Le point d'orgue de son œuvre peint est la commande reçue en 1909 du sous-secrétaire d'État aux beaux-arts, Étienne Dujardin-Beaumetz, pour célébrer en 1911 le 30e anniversaire du Salon des artistes français. L'audace de l'ample composition et la virtuosité du pinceau du tableau Un vendredi au Salon des artistes français restituent bien plus que la vanité d'un soir de vernissage mondain réputé lancer la saison des soirées printanières et offrir l'occasion de montrer ses toilettes à la page. Cent quatre personnalités de l'époque y sont reconnaissables, dont les peintres Henri Harpignies, Fernand Cormon, Léon Bonnat ou Charles Léandre ; une artiste peintre : Clémentine-Hélène Dufau ; l'architecte Victor Laloux ; la chanteuse Yvette Guilbert ; le compositeur Gabriel Fauré ; le caricaturiste Sem ; les comédiennes Geneviève Lantelme et Renée Maupin ; l'inventeur du vin Mariani, bibliophile et mécène, Angelo Mariani, debout au premier plan, à gauche de Geneviève Lantelme.
Le 12 avril 1904, Jules Grün épouse Marie-Juliette Toutain (1877-1948) à l'église Saint-Louis des Invalides.
En 1920, 1921 et 1927, Jules Grün expose en Argentine à la galerie Witcomb de Buenos Aires. Très attachée à son œuvre, cette galerie lui consacre une exposition rétrospective posthume en 1948.
De 1898 à son décès en 1938, Jules Grün est membre de la Société artistique et littéraire Cornet, créée au cabaret de l’Âne rouge par Bertrand Millanvoye, Paul Delmet, Albert Michaut et Georges Courteline. Sa caricature en chat d'un membre du Cornet : l'artiste peintre et philanthrope Léon Huber, paraît dans la revue du Cornet en juin 1908.
Dès 1934, Jules Grün souffre de la maladie de Parkinson. Il meurt le 24 janvier 1938 et est enterré à Paris au cimetière du Père-Lachaise (57e division).

## Œuvres dans les collections publiques

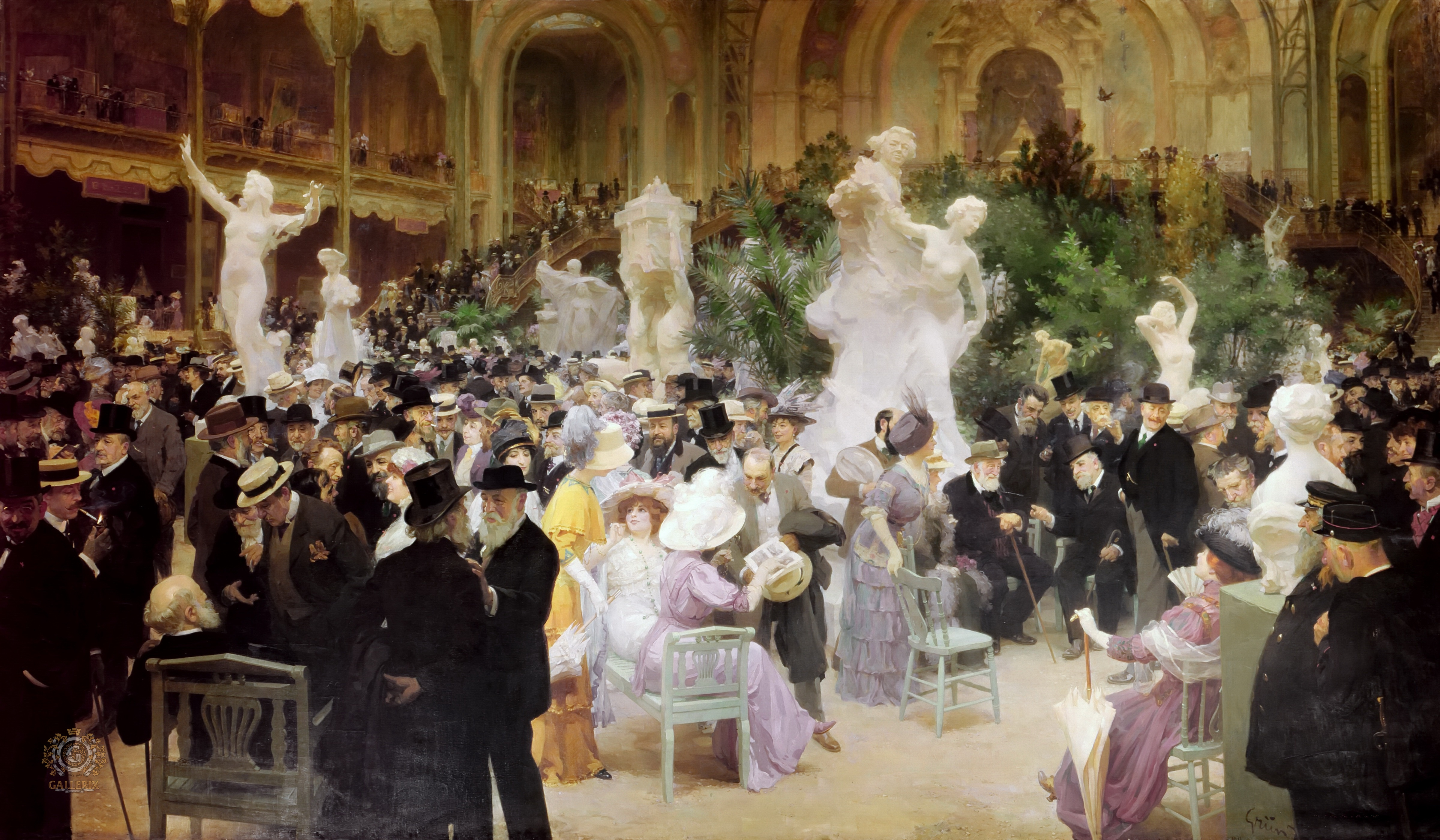
Un vendredi au Salon des artistes français (1911), musée des Beaux-Arts de Rouen.

- Agen, musée des Beaux-Arts : L'Antiquaire, 1903, huile sur toile, 226 × 187,5 cm (Salon de 1903, no 843).
- Bordeaux, musée des Beaux-Arts : La Fontaine de cuivre, 1903, huile sur toile, 81 × 60 cm.
- Lisieux, musée d'Art et d'Histoire : Un vieux (Émile Fortin, chantre du Breuil-en-Auge), 1913, huile sur toile, 90 × 71 cm.
- Orléans, musée historique et archéologique de l'Orléanais : Portrait de Georges Goyau en habit d'académicien, 1924 (Salon de 1924, no 913).
- Paris :
  - musée d'Histoire contemporaine : Corps franc rentrant d'un coup de main, 1917, huile sur carton, 65 × 99,5 cm.
  - musée d'Orsay : Jean-Louis Forain, 1929, huile sur bois, 33 × 23 cm.
  - Petit Palais : Un groupe d'artistes, 1929, huile sur toile.
- Pont-l'Évêque, église Saint-Michel : Sortie de la messe au Breuil-en-Auge (Calvados), 1934, huile sur toile, 288 × 375 cm, (Salon de 1934, no 1165).
- Quimper, musée départemental breton : Chemin de fer de l'Ouest, 1901, affiche lithographique.
- Rouen, musée des Beaux-Arts : Un vendredi au Salon des artistes français, 1911, huile sur toile, 362 × 617 cm (Salon de 1911, no 871)[7]
- Tourcoing, musée des Beaux-Arts : Fin de souper, 1913, huile sur toile 215 × 320 cm (Salon de 1913, no 843).
- localisation inconnue : Portrait de Mgr Baudrillart de l'Académie Française, 1922, (Salon de 1922, no 826).

Œuvres de Jules Grün
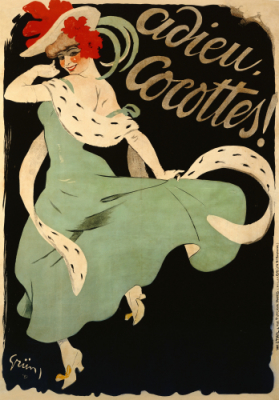
Adieu, Cocottes (1903), affiche.
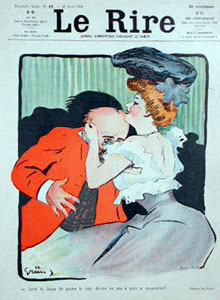
Couverture pour Le Rire, 20 août 1904.
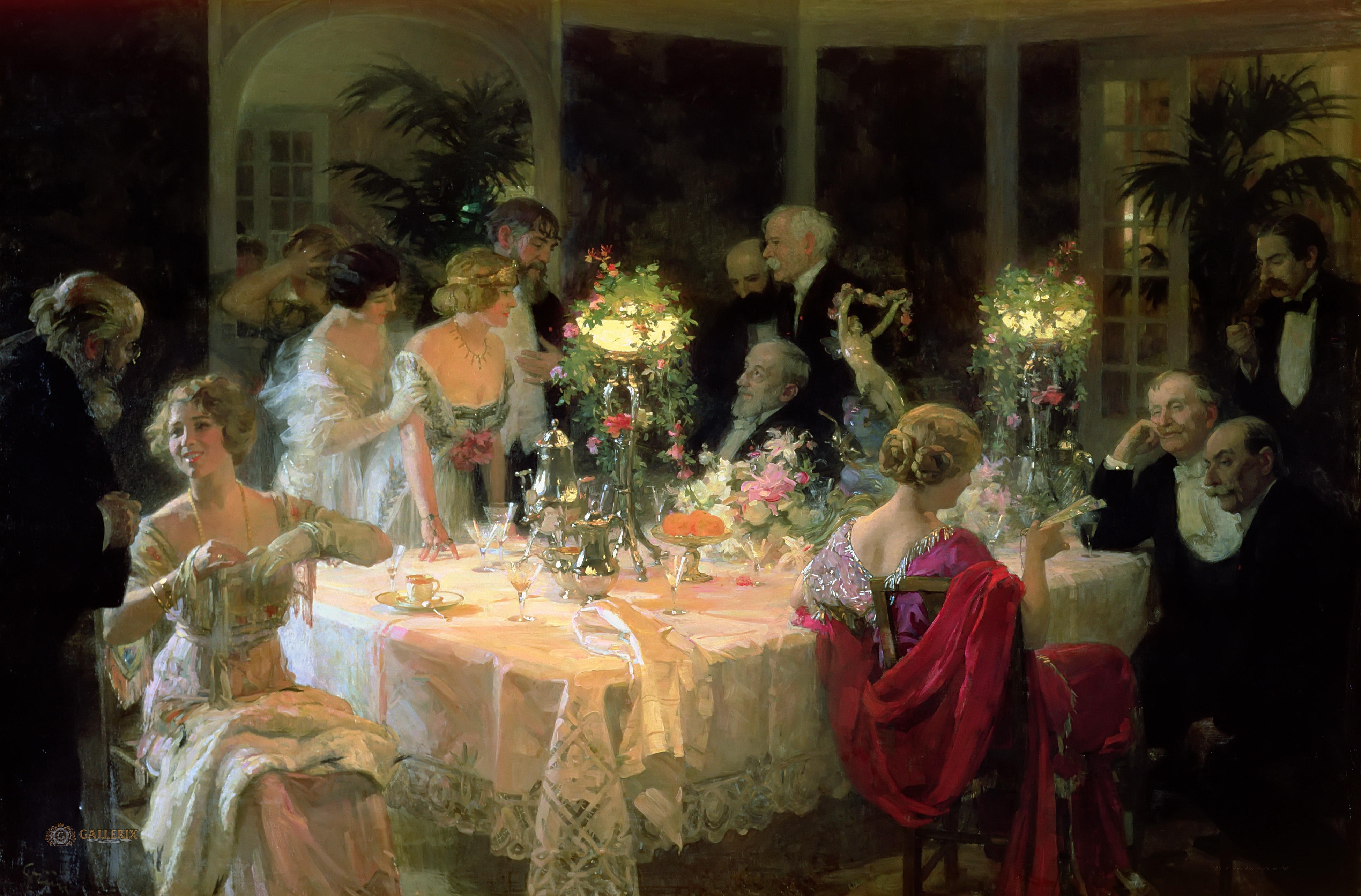
Fin du souper (1913), musée des Beaux-Arts de Tourcoing.
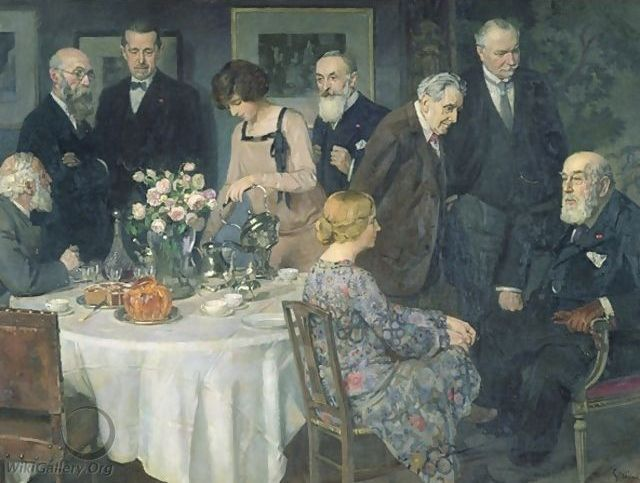
Un groupe d'artistes (1929), Paris, Petit Palais.

## Distinctions
- Chevalier de la Légion d'honneur en 1911.
- Commandant du Nicham Iftikhar, distinction remise par Naceur Bey en 1912.